# 마이니치 방송의 심야 드라마
마이니치 방송의 심야 드라마(일본어: 毎日放送の深夜ドラマ枠)는 아사히 방송에서 드라마 시리즈이다.

## 작품 소개
- 《삼대 아케치 코고로~오늘도 아케치가 살해 당한다~》
- 《씨름판 걸!》
- 《사채꾼 우시지마》
- 《콰르텟》
- 《심야식당 2》
- 《가족 팔경 Nanase, Telepathy Girl 's Ballad》
- 《어린이 경찰》
- 《쿠로효우 2 용과 같이 아수라편》
- 《드래곤 청년단》
- 《전국 바사라 -MOONLIGHT PARTY-》
- 《꽃의 즈보라밥》
- 《어린이 경시》
- 《탱크 톱 파이터》
- 《악령 병동》
- 《피안도》
- 《사채꾼 우시지마 Season2》
- 《머슬 걸!》
- 《아라카와 언더 더 브리지》
- 《신해석·일본사》
- 《어게인!!》
- 《심야식당 3》
- 《여자 설득밥》
- 《REPLAY & DESTROY》
- 《옆자리 세키군과 루미짱의 사상》
- 《JK는 설녀》
- 《프리즌 스쿨》
- 《여자 설득밥 Season2》
- 《가나가와현 아쓰기 시 세탁소 치가사키》
- 《효도 플레이》
- 《집사 찻집에 돌아가 십시요 없습니다》
- 《육아 플레이》
- 《육아 플레이 & MORE》
- 《고대소녀 도그짱》
- 《있을 수없는!》
- 《아자미양의 자장가》
- 《MM9-MONSTER MAGNITUDE-》
- 《고대 소녀대 도군 V》
- 《사인》